# Victor Agali
Victor Okechukwu Agali (Okpanam, 29 de dezembro de 1978) é um futebolista profissional nigeriano, atacante, milita no Jiangsu Sainty.

## Carreira
Agali representou a Seleção Nigeriana de Futebol, nas Olimpíadas de 2000. 